# Molekulare Medizin (Studienfach)
Das Studium der Molekularen Medizin bzw. der (Molekularen) Biomedizin wurde erstmals 1999 von der Friedrich-Alexander-Universität Erlangen-Nürnberg angeboten. Das Studienangebot wird von der deutschen Hochschulrektorenkonferenz im Hochschulkompass dargestellt. Die Grenzen zu anderen lebenswissenschaftlichen Studiengängen sind naturgemäß fließend, auch wenn die Molekulare Medizin bzw. (Molekulare) Biomedizin einen deutlichen Schwerpunkt auf den Menschen legt.
Der Bedarf für diese neuen Studiengänge ergab sich aus den modernen Erkenntnissen der medizinischen Forschung an der Grenze zwischen medizinischen Fragestellungen und dem molekularbiologischen Hintergrund. Ziel ist die Ausbildung der Studenten im Bereich der medizinischen Grundlagenforschung – im Gegensatz zum auf die Tätigkeit als Arzt ausgerichteten Medizinstudium. Damit werden Fächer wie Biochemie, Physiologie, Pharmakologie, Immunologie, Genetik, Mikro-, Entwicklungs- und Neurobiologie eingeschlossen. Die speziellere, auf die Forschung ausgelegte Ausbildung baut im Studienplan auf eine breite Basis naturwissenschaftlicher Grundlagenfächer (Physik, Chemie, Biologie) auf. Ein besonderer Fokus liegt häufig auf der Vermittlung praktischer und methodischer Kompetenzen.
Das Berufsbild des Molekularmediziners ist dominiert von der Tätigkeit an einem forschenden Institut, sei es an der Universität, in außeruniversitären Einrichtungen oder der pharmazeutischen Industrie.

## Hochschulen
Der Studiengang wird an folgenden Universitäten angeboten:
- Friedrich-Alexander-Universität Erlangen-Nürnberg: Molekulare Medizin (B.Sc. und M.Sc.)
- Albert-Ludwigs-Universität Freiburg: Molekulare Medizin (B.Sc. und M.Sc.)
- Georg-August-Universität Göttingen: Molekulare Medizin (B.Sc. und M.Sc.)
- Eberhard Karls Universität Tübingen: Molekulare Medizin (B.Sc. und M.Sc.)
- Universität Regensburg: Molekulare Medizin (B.Sc. und M.Sc.)
- Universität Ulm: Molekulare Medizin (B.Sc. und M.Sc.)
- Julius-Maximilians-Universität Würzburg: Biomedizin (B.Sc. und M.Sc.)
- Rheinische Friedrich-Wilhelms-Universität Bonn: Molekulare Biomedizin (B.Sc.)
- Johann Wolfgang Goethe-Universität Frankfurt am Main: Molekulare Medizin (M.Sc.)
- Heinrich-Heine-Universität Düsseldorf: Molekulare Biomedizin (M.Sc.)
- Medizinische Universität Innsbruck: Molekulare Medizin (B.Sc. und M.Sc.)
- Hochschule Furtwangen: Molekulare und Technische Medizin (B.Sc.)
- Friedrich-Schiller-Universität Jena: Molecular Medicine (M.Sc.)
- Universität Münster: Molekulare Biomedizin (M.Sc.)